# Henry Thomas (aktor)
Henry Jackson Thomas Jr. (ur. 9 września 1971 w San Antonio) – amerykański aktor filmowy i telewizyjny, odtwórca roli Elliotta w filmie E.T., a także muzyk.

## Życiorys
Urodził się w San Antonio w Teksasie jako syn Carolyn L. z domu Davis i Henry’ego Jacksona Thomasa Sr., hydraulika i mechanika. Kształcił się w East Central High School, następnie studiował filozofię i historię w Blinn College, jednak po roku porzucił naukę w tej szkole.
W wieku dziesięciu lat zadebiutował na ekranie jako Harry w dramacie Przybłęda u boku Sissy Spacek, Erica Robertsa i Sama Sheparda. W 1982 zagrał główną rolę Elliotta w familijnym dramacie science-fiction E.T. w reżyserii Stevena Spielberga. W 1983 został nominowany do nagrody Brytyjskiej Akademii Sztuk Filmowych i Telewizyjnych (BAFTA) w kategorii najbardziej obiecującego debiutu aktorskiego w głównej roli, a także do Złotych Globów w kategorii dla aktora będącego odkryciem roku.
Do końca lat 80. okazjonalnie grywał w filmach i produkcjach telewizyjnych. Później zaczął występować regularnie, zagrał m.in. jedną z głównych ról w Psychozie IV: Początek i w Wichrach namiętności.
Początkowo miał grać młodego króla Artura w miniserialu Merlin (1998), ale odmówiono mu wjazdu do Anglii z uwagi na problemy z dokumentami; został zastąpiony w obsadzie przez Paula Currana.
W 1996 ponownie uzyskał nominację do Złotych Globów w kategorii aktor drugoplanowy w serialu, miniserialu lub filmie telewizyjnym za rolę w produkcji HBO Świadek oskarżenia z 1995.
W latach 90. pisał piosenki i był gitarzystą lokalnego zespołu z San Antonio o nazwie The Blue Heelers (nazwanego od rasy psa). Zespół nie podpisał kontraktu z wytwórnią płytową, jednak jego autorski album Twister został dobrze przyjęty i cieszył się powodzeniem w rozgłośniach radiowych w całym stanie. W 1998 jego piosenka „Truckstop Coffee” nagrana z Blue Heelers pojawiła się na ścieżce dźwiękowej V2 do dramatu Niagara, Niagara, gdzie wystąpił jako Seth.
W 2003 Henry Thomas i Nikki Sudden współpracowali nad ścieżką dźwiękową do filmu Mikiego Kaurismäkiego Honey Baby, w którym znalazły się cztery oryginalne utwory napisane i wykonane przez aktora jako fikcyjnego muzyka Toma Bracketta. W 2013 został wpisany do sali sław Texas Film Hall of Fame.

## Życie prywatne
Był dwukrotnie żonaty. 20 maja 2000 poślubił Kelly Hill. W 2002 doszło do rozwodu. 10 maja 2004 ożenił się z Marie Zielcke, z którą ma córkę Hazel. W 2007 małżonkowie rozwiedli się.

## Filmografia
- 1981: Przybłęda
- 1982: E.T.
- 1984: Misunderstood
- 1984: Cloak & Dagger
- 1986: Frog Dreaming
- 1989: Valmont
- 1990: Psychoza IV: Początek
- 1993: Fire in the Sky
- 1994: Wichry namiętności
- 1995: Świadek oskarżenia
- 1996: Purpurowy jeździec
- 1997: Hijacking Hollywood
- 1997: Niagara, Niagara
- 1997: Suicide Kings
- 1998: Moby Dick (serial TV)
- 1999: Happy Face Murders
- 2000: Rącze konie
- 2002: Gangi Nowego Jorku
- 2002: Randka z Lucy
- 2003: Dead in the Water
- 2003: I Capture the Castle
- 2003: 11:14
- 2004: Honey Baby
- 2004: Martwe ptaki
- 2005: Mistrzowie horroru (serial TV)
- 2006: Desperacja
- 2007: Bez śladu (serial TV)
- 2009: Red Velvet
- 2009: CSI: Kryminalne zagadki Las Vegas (serial TV)
- 2010: Wciąż ją kocham
- 2011: Mentalista (serial TV)